# Анания Новгородский
Анания (ум. 1581) — преподобный Русской православной церкви, иконописец Антониева Новгородского монастыря.
Согласно преданиям, Анания писал «дивные иконы многих святых чудотворцев» и так строго выполнял иноческие обеты, что в течение 33 лет ни разу не выходил за ограду православной обители.
Анания преставился 17 июня 1581 год (7089 год по старому календарю), когда и празднуется его память. Погребен в Антониевом монастыре, мощи его покоятся под спудом.